# サン＝ジャン＝デュ＝ドワ
サン＝ジャン＝デュ＝ドワ （Saint-Jean-du-Doigt、ブルトン語:Sant-Yann-ar-Biz）は、フランス、ブルターニュ地域圏、フィニステール県のコミューン。

## 地理
県北部、トレゴロワ地方に属し、モルレーの北17kmに位置する。イギリス海峡に面している。
自然災害がしばしばサン＝ジャンを襲う。1992年5月27日、1994年8月9日、1995年1月17日から1月31日、1999年12月25日から12月29日には洪水と土砂崩れが発生した。海岸は嵐の影響を受けやすく、特に1987年10月15日の夜から10月16日の朝にかけてと、2008年3月10日は、自然災害として認識される所以となった。

## 歴史

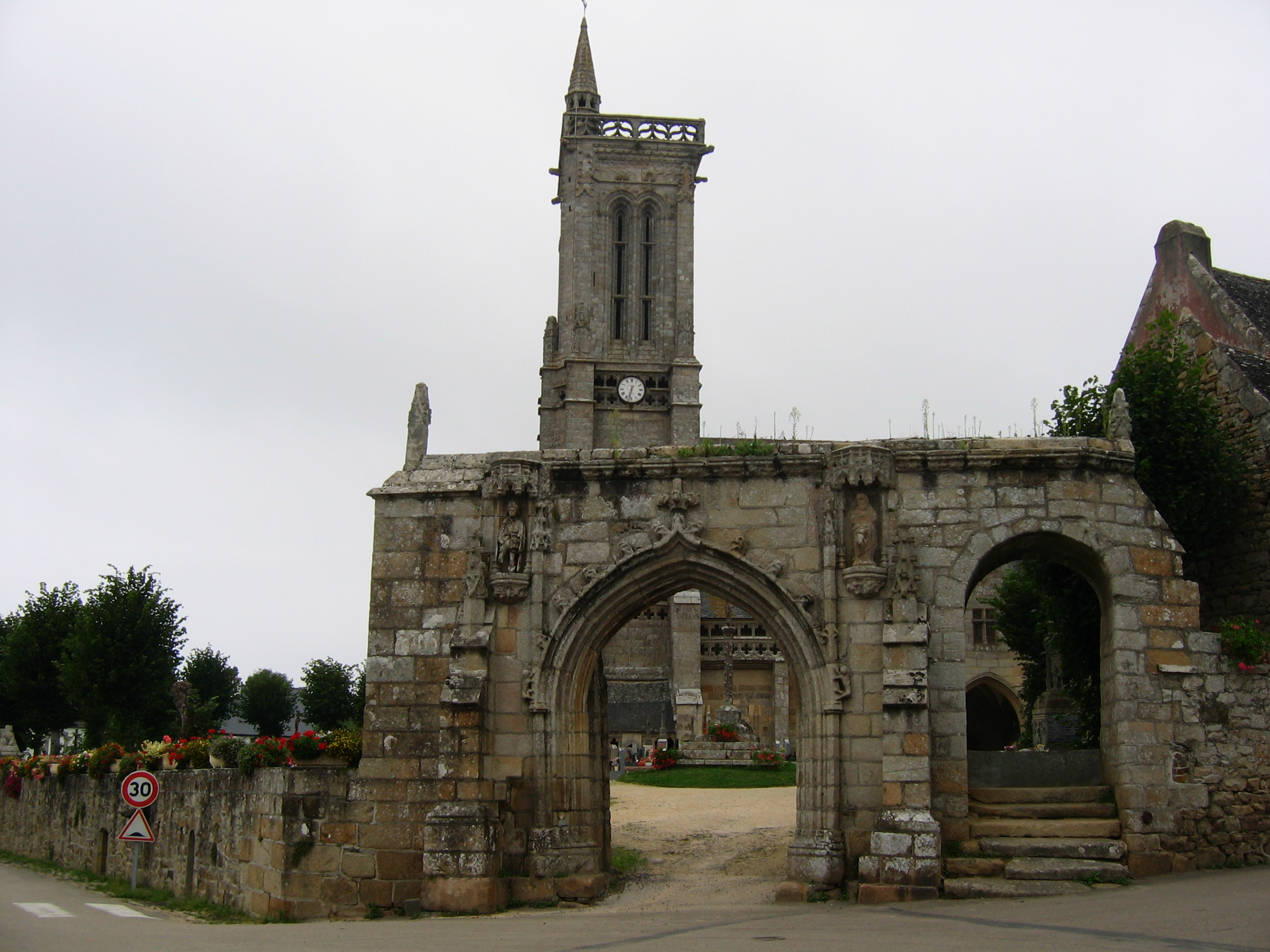
教会囲い地の入口

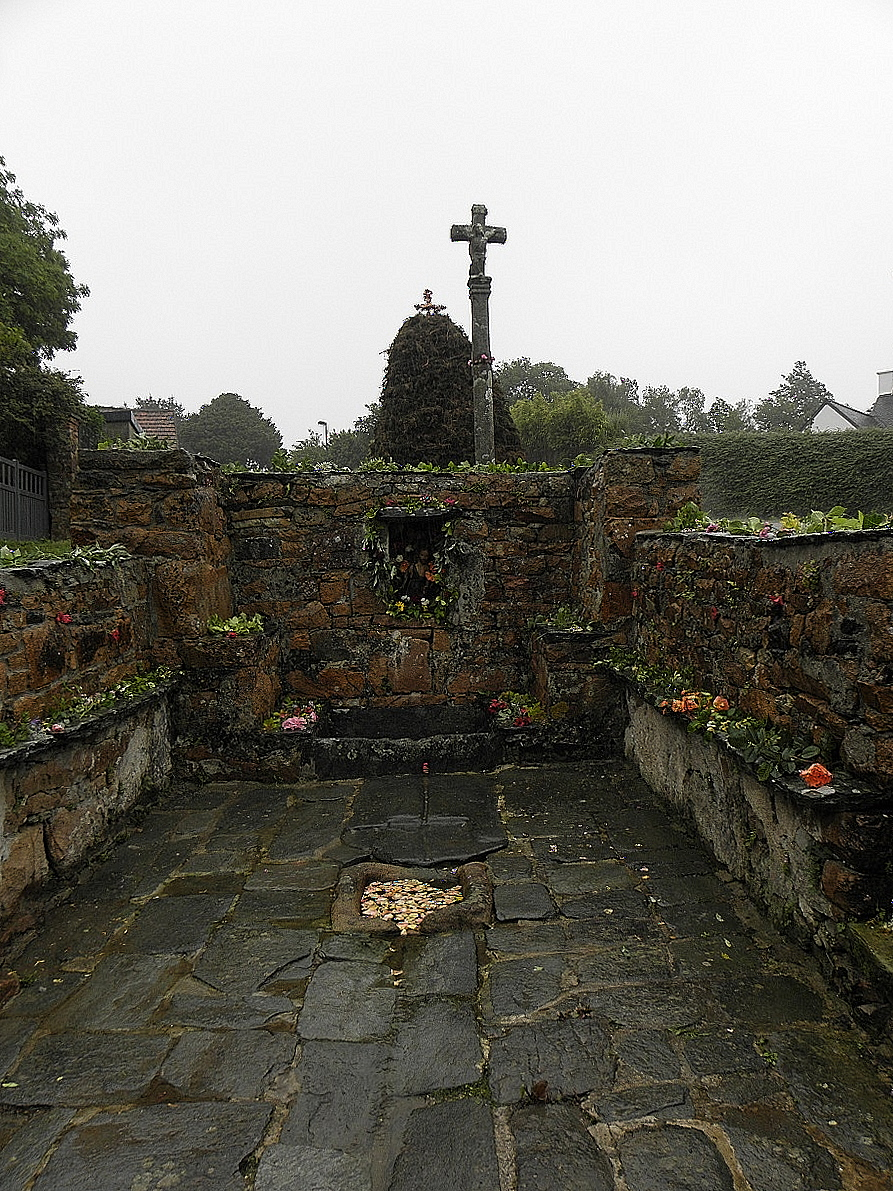
サン＝ジャンの泉。後方には高く積み上げられたtantad

洗礼者ヨハネの右手人差し指の第一関節部分であるとする聖遺物に地名は由来する。この教区の以前の名称は、伝説のブルターニュ王コナン・メリアデックの子孫であるとされた、ヴァンヌ司教・聖メリアデックに敬意を表して、Traon-Meriadecであった。聖メリアデックに捧げられた礼拝堂は、プルガスヌの教会の東の谷にあった。
サン＝ジャンの名称は1533年にはSainct Jehan de Tnoumeryadec、1636年にはSaint Jean Traoun-Meriadec、1639年にはSaint Jean du Traon、1656年にはSainct Jan du Doigtと記されていた。
聖人伝Vie des Saints de la Bretagne Armoriqueを記したアルベール・ル・グラン（fr）によれば、十字軍の時代には聖遺物はサン＝ロー地方にあり、プルガスヌの若い男が1437年にノルマンディーからブルターニュへ持ち去った。骨はその後ブルターニュ公と司教幾人かに認定された。
また、別の言い伝えでは、アンヌ・ド・ブルターニュ救出のためイングランド王ヘンリー7世は軍を送り込み、1489年にサン＝ジャンの村を略奪した。この時に聖人の指が盗まれ、グレートブリテン島へ持ち去られたが、奇跡が起きて指は以前あったところへ戻ってきたという。
聖遺物がもたらす奇跡によって、Traon-Meriadecの小さな礼拝堂は群衆であふれた。人々はより大きな教会建設を決め、1440年には最初の石が置かれた。しかし完成したのは1513年だった。
1505年、女公アンヌが巡礼に訪れたことで瞬く間にサン＝ジャンは有名になった。アンヌはルイ12世と結婚した。アンヌは目に痛みがあり、モルレーを訪れサン＝ジャンに向かう行程で最後の5kmから6kmを歩いて行った。彼女は晩課を見、その翌朝朝の祈りをし、サン＝ジャンの教会でミサに出席した。ナント司教は聖遺物を目に用いて、彼女の眼病は快方に向かった。この奇跡を認めて、アンヌは教会にカリスを含む宝飾品と、金箔で飾られた礼拝行進用の十字架を寄進し、教区教会建設の完成のため資金も提供した.。
実際にアンヌ・ド・ブルターニュがサン＝ジャンを訪れたかどうかは歴史的に証明がされていない。16世紀の歴史家アラン・ブシャールは、王妃となったアンヌがバス＝ブルターニュを訪問したことを著作の中で触れているが、サン＝ジャンを訪れたことには言及していない。しかし、サン＝ジャンから遠くないル・フォルゴエトとモルレーに滞在した証拠がある。
1586年から1587年、サン＝ジャンの聖職者の記録によれば、村には2つの定期市と、市場があった。1566年と1597年には疫病が流行した。バルバリア海賊に対する不安は、1567年に若者を買い戻すための献金が行われていたことで示される。1587年には、『異教徒のトルコ人に身柄を拘束された夫たちの解放のため支払う身代金』として献金を募る4人の教区の女性たちがいた。1599年からその後の数年間、コートニザン領主から猟師たちへ、射殺したオオカミ一頭あたり20ゾルが支払われていた。これは、サン＝ジャン周辺でユグノー戦争後にオオカミが増えていたことを意味している。
フランス革命中、教会の建築遺産、そしてサン＝ジャン＝デュ＝ドワの宝物（教区委員が秘密裏に隠した）は破壊から逃れることができた。
19世紀から20世紀前半、サン＝ジャン＝デュ＝ドワのパルドン祭りが有名になった。このパルドンはバス＝ブルターニュじゅうに知られ、毎年1万人以上の巡礼者たちが自らの眼病を癒すためサン＝ジャンの泉を訪れた。治療は、患部に聖ヨハネの指を当てることで終了する。パルドン祭りは現在も続いている。6月最後の日曜日、ミサの後、民族衣装を着た人々が泉へ向かって礼拝行進をする。そこでピラミッド状に高く積まれた、Tantadという、乾燥させたヒースの枝が燃やされる。焚き火の後、その日だけは、教会の宝飾品、特に奇跡を起こすという聖遺物を目にすることができる。

## 人口統計
| 1962年 | 1968年 | 1975年 | 1982年 | 1990年 | 1999年 | 2006年 | 2010年 |
| ------ | ------ | ------ | ------ | ------ | ------ | ------ | ------ |
| 865    | 818    | 688    | 656    | 661    | 628    | 636    | 617    |

参照元:1999年までEHESS、2000年以降INSEE

## 出身者
- フランソワ・タンギ＝プリジャン（fr）